# Asiophrida hirsuta
Asiophrida hirsuta es un coleóptero de la familia Chrysomelidae.
Fue descrita científicamente por primera vez en 1914 por Stebbing.